# Knut Westad
Knut Westad, född 16 juli 1955 i Hamar, Norge, död 29 mars 2017 i Sandefjord, Norge, var en norsk serietecknare och illustratör.
Westad är framför allt känd för sina arbeten för den svenska serietidningen Fantomen. Han var på 1980-talet en av de flitigaste skaparna av omslagsillustrationer för tidningen och tecknade sedan även huvudberättelsen. Han producerade i slutet av 1980-talet serien Tåkehauk för  Bellona-magasin där han visade andra sidor av sin talang.
Efter en lång tids sjukdom där han bland annat förlorade rörligheten i sin högra hand, tränade Westad upp sig för att teckna med  vänstra handen. 1998 publicerade Thule forlag den första volymen i serien Tigalo där Westad stod för både manus och teckningar. Tigalo var ursprungligen planerad som en trilogi. Volym 2 följde år 2001, medan den tredje och sista delen ej har kommit ut.
Knut Westad arbetade sedan med flera projekt. Bland dem är en uppdatering av den klassiska norska serien Ingeniør Knut Berg på eventyr och en tecknad version av Henrik Ibsens Peer Gynt.